# Colin Moynihan
Colin Berkeley Moynihan, 4th Baron Moynihan (født 13. september 1955 i Surrey, England) er en engelsk baron, tidligere roer og politiker.
Moyniham var styrmanden i Storbritanniens otter, der vandt sølv ved OL 1980 i Moskva. Briterne blev i finalen kun besejret af Østtyskland, der vandt guld, mens Sovjetunionen tog bronzemedaljerne. Den øvrige besætning i briternes båd var Duncan McDougall, Allan Whitwell, Henry Clay, Andrew Justice, Andrew Justice, John Pritchard, Malcolm McGowan og Richard Stanhope. Han var også med i båden ved OL 1984 i Los Angeles, hvor briterne blev nr. 5. Han vandt desuden en VM-titel i letvægtsotter ved VM 1978 i København.
Moyniham er medlem af det britiske overhus House of Lords og var desuden medlem af underhuset House of Parliament fra 1989 til 1992. Fra 1987 til 1990 var han sportsminister i Margaret Thatchers regering. Han har også været formand for British Olympic Association.

## OL-medaljer
- 1980:  Sølv i otter